# Eurois praefixa
Eurois praefixa är en fjärilsart som beskrevs av Morrison 1875. Eurois praefixa ingår i släktet Eurois och familjen nattflyn. Inga underarter finns listade i Catalogue of Life.